# Куп победника купова у фудбалу 1977/78.
Куп победника купова 1977/1978. је било осамнаесто издање клупског фудбалског такмичења које је организовала УЕФА.
Такмичење је трајало од септембра 1977. до 3. маја 1978. године. Андерлехт је у финалу био успешнији од Аустрије из Беча и освојио други трофеј Купа победника купова. Финална утакмица одиграна је на Парку принчева у Паризу. Најбољи стрелци такмичења били су: Аб Гритер, Фердинанд Келер и Франсоа Ван дер Елст са по 6 постигнутих голова.

## Резултати

### Прелиминарна рунда
| Меч | Клуб     | Држава  | укупан рез. | Држава     | Клуб      | 1. утак. | 2. утак. |
| --- | -------- | ------- | ----------- | ---------- | --------- | -------- | -------- |
| 1   | Рејнџерс | Шкотска | 3:2         | Швајцарска | Јанг бојс | 1:0      | 2:2      |

### Први круг
| Меч | Клуб                 | Држава          | укупан рез.  | Држава          | Клуб                  | 1. утак. | 2. утак. |
| --- | -------------------- | --------------- | ------------ | --------------- | --------------------- | -------- | -------- |
| 1   | Прогрес Нидеркорн    | Луксембург      | 0:10         | Данска          | Вејле                 | 0:1      | 0:9      |
| 2   | ПАОК                 | Грчка           | 4:0          | Пољска          | Заглебје Сосновјец    | 2:0      | 2:0      |
| 3   | Рејнџерс             | Шкотска         | 0:3          | Холандија       | Атлетико Мадрид       | 0:0      | 0:3      |
| 4   | Бран                 | Норвешка        | 5:0          | Исланд          | Акранес               | 1:0      | 4:0      |
| 5   | Келн                 | Западна Немачка | 2:3          | Португалија     | Порто                 | 2:2      | 0:1      |
| 6   | Сент Етјен           | Француска       | 1:3          | Енглеска        | Манчестер јунајтед    | 1:1      | 0:2      |
| 7   | Хамбургер            | Западна Немачка | 13:3         | Финска          | Лахти                 | 8:1      | 5:2      |
| 8   | Локомотива Софија    | Бугарска        | 1:8          | Белгија         | Андерлехт             | 1:6      | 0:2      |
| 9   | Колрајн              | Северна Ирска   | 3:6          | Источна Немачка | Локомотива Лајпциг    | 1:4      | 2:2      |
| 10  | Реал Бетис           | Шпанија         | 3:2          | Италија         | Милан                 | 2:0      | 1:2      |
| 11  | Валета               | Малта           | 0:7          | Совјетски Савез | Динамо Москва         | 0:2      | 0:5      |
| 12  | Олимпијакос Никозија | Кипар           | 1:8          | Румунија        | Универзитатеа Крајова | 1:6      | 0:2      |
| 13  | Кардиф Сити          | Велс            | 0:1          | Аустрија        | Аустрија Беч          | 0:0      | 0:1      |
| 14  | Локомотива Кошице    | Чехословачка    | 2:2( п.г.г.) | Шведска         | Естерс                | 0:0      | 2:2      |
| 15  | Бешикташ             | Турска          | 2:5          | Мађарска        | Диошђер ВТК           | 2:0      | 0:5      |
| 16  | Дандок               | Ирска           | 1:4          | СФРЈ            | Хајдук Сплит          | 1:0      | 0:4      |

### Други круг
| Меч | Клуб               | Држава          | укупан рез.     | Држава       | Клуб                  | 1. утак. | 2. утак. |  |
| --- | ------------------ | --------------- | --------------- | ------------ | --------------------- | -------- | -------- |  |
| 1   | Вејле              | Данска          | 4:2             | Грчка        | ПАОК                  | 3:0      | 1:2      |  |
| 2   | Твенте             | Холандија       | 4:1             | Норвешка     | Бран                  | 2:0      | 2:1      |  |
| 3   | Порто              | Португалија     | 6:5             | Енглеска     | Манчестер јунајтед    | 4:0      | 2:5      |  |
| 4   | Хамбургер          | Западна Немачка | 2:3             | Белгија      | Андерлехт             | 1:2      | 1:1      |  |
| 5   | Локомотива Лајпциг | Источна Немачка | 4:0             | Шпанија      | Реал Бетис            | 1:1      | 1:2      |  |
| 6   | Динамо Москва      | СССР            | 2:2 5:2 ( пен.) | Румунија     | Универзитатеа Крајова | 2:0      | 0:2      |  |
| 7   | Аустрија Беч       | Аустрија        | 1:1( п.г.г.)    | Чехословачка | Локомотива Кошице     | 0:0      | 1:1      |  |
| 8   | Диошђер ВТК        | Мађарска        | 3:3 3:4 ( пен.) | СФРЈ         | Хајдук Сплит          | 2:1      | 1:2      |  |

### Четвртфинале
| Меч | Клуб         | Држава      | укупан рез.     | Држава    | Клуб          | 1. утак. | 2. утак. |
| --- | ------------ | ----------- | --------------- | --------- | ------------- | -------- | -------- |
| 1   | Вејле        | Данска      | 0:7             | Холандија | Твенте        | 0:3      | 0:4      |
| 2   | Порто        | Португалија | 1:3             | Белгија   | Андерлехт     | 1:0      | 0:3      |
| 3   | Реал Бетис   | Шпанија     | 0:3             | СССР      | Динамо Москва | 0:0      | 0:3      |
| 4   | Аустрија Беч | Аустрија    | 2:2 3:0 ( пен.) | СФРЈ      | Хајдук Сплит  | 1:1      | 1:1      |

### Полуфинале
| Меч | Клуб          | Држава    | укупан рез.     | Држава   | Клуб         | 1. утак. | 2. утак. |
| --- | ------------- | --------- | --------------- | -------- | ------------ | -------- | -------- |
| 1   | Твенте        | Холандија | 0:3             | Белгија  | Андерлехт    | 0:1      | 0:2      |
| 2   | Динамо Москва | СССР      | 3:3 4:5 ( пен.) | Аустрија | Аустрија Беч | 2:1      | 1:2      |

### Финале
| Меч | Клуб      | Држава  | укупан рез. | Држава   | Клуб         |
| --- | --------- | ------- | ----------- | -------- | ------------ |
| 1   | Андерлехт | Белгија | 4:0         | Аустрија | Аустрија Беч |

| Освајач Купа победника купова у фудбалу 1977/78. |
| ------------------------------------------------ |
| Андерлехт 2. Титула                              |